# Oskar Saier

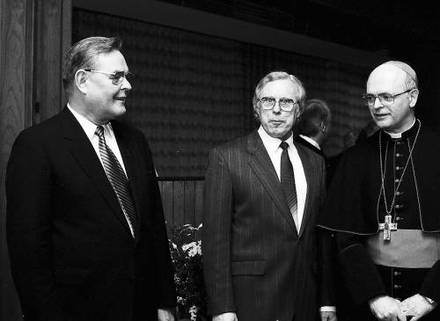
Neujahrsempfang von Oskar Saier (rechts), 1989

Wappen von Oskar Saier.

Oskar Saier (* 12. August 1932 in Wagensteig (heute: Buchenbach); † 3. Januar 2008 in Freiburg im Breisgau) war ein deutscher Geistlicher und von 1978 bis 2002 der 13. Erzbischof des Erzbistums Freiburg.

## Leben
Oskar Saier wurde als Sohn von Berta Saier, geborene Saier, und des Landwirts und Vogtshofbauern Adolf Saier auf dem elterlichen Vogtshof in Wagensteig im Schwarzwald geboren. Er war Schüler der Heimschule Lender in Sasbach bei Achern, in die er 1946 eintrat. Saier war katholisch und studierte Katholische Theologie und Philosophie in Freiburg im Breisgau und Tübingen. Am 2. Juni 1957 empfing er die Priesterweihe, wurde Vikar und war danach Kaplan in Freiburg und Mosbach. Ab 1963 war er Student und Wissenschaftlicher Assistent am Kanonischen Institut der Universität München. 1970 wurde Saier mit der 1973 veröffentlichten Arbeit „Communio“ in der Lehre des Zweiten Vatikanischen Konzils an der theologischen Fakultät der Ludwig-Maximilians-Universität München bei Klaus Mörsdorf zum Doktor des kanonischen Rechts (Dr. jur. can.) promoviert. Von 1970 bis 1977 war er Regens des Priesterseminars in St. Peter.
Am 7. April 1972 wurde er von dem Papst Paul VI. zum Titularbischof von Rubicon und zum Weihbischof in Freiburg ernannt. Die Bischofsweihe spendete ihm am 29. Juni 1972 der Freiburger Erzbischof Hermann Schäufele; Mitkonsekratoren waren Karl Gnädinger, Weihbischof in Freiburg, und Georg Moser, Bischof von Rottenburg. Saiers Wahlspruch lautete In vinculo communionis, was auf Deutsch „Im Band der Gemeinschaft“ bedeutet.
Nach seiner Wahl durch das Domkapitel von Freiburg ernannte Paul VI. Oskar Saier am 15. März 1978 zum Erzbischof von Freiburg und Metropoliten der Oberrheinischen Kirchenprovinz. Am 3. Mai 1978 wurde er in sein Amt eingeführt. Im gleichen Jahr gab es in der Stadt mit dem bekannten Münster ein kirchliches Großereignis, den 85. Deutschen Katholikentag. Er fand vom 13.–17. September 1978 unter einem Leitwort nach Jeremia: „Ich will euch Zukunft und Hoffnung geben“ (Jeremia 29,11 ), statt.

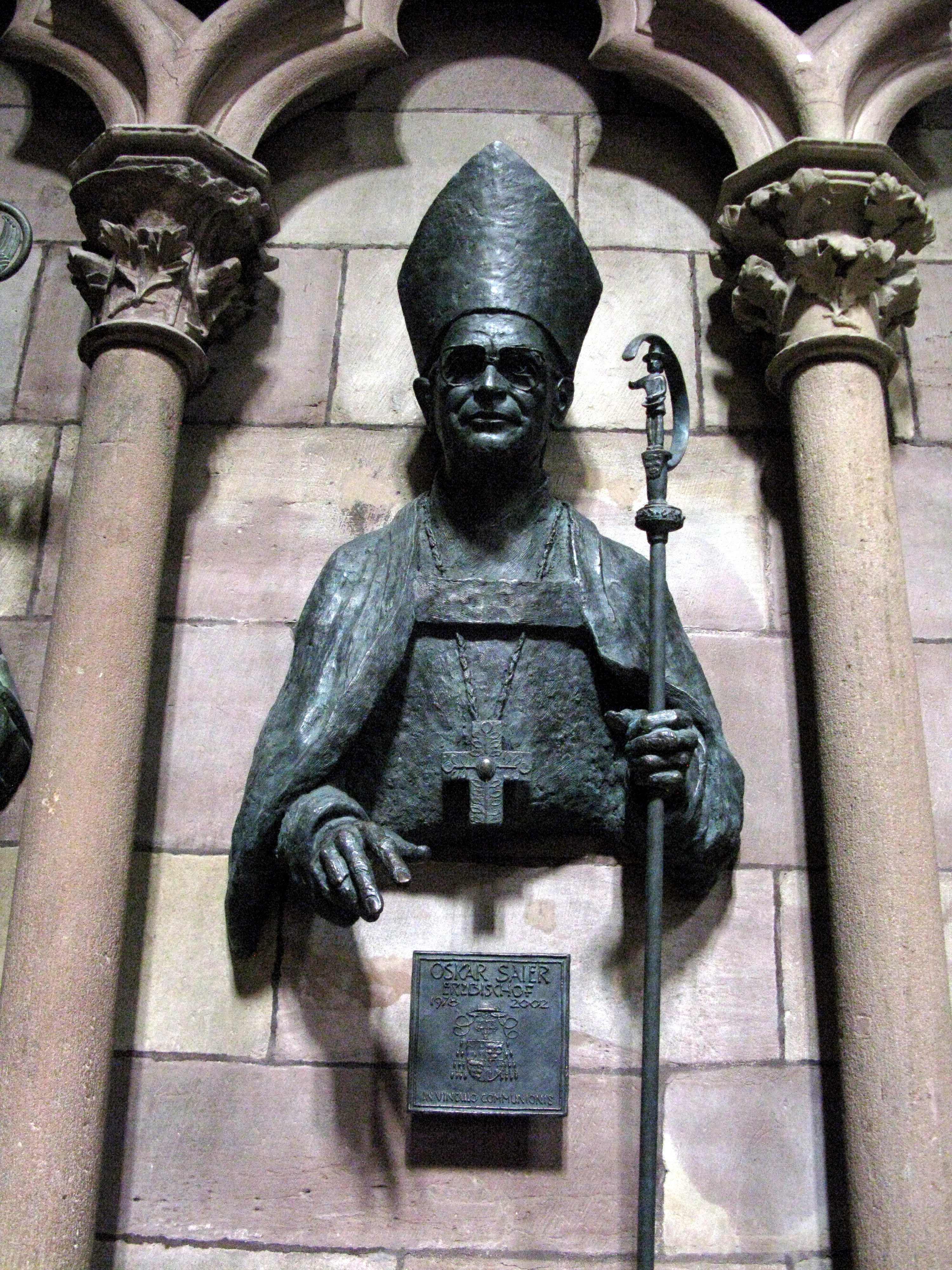
Büste von Erzbischof Oskar Saier von Daniel Rösch im Freiburger Münster

Am 1. Juli 2002 nahm Papst Johannes Paul II. das Rücktrittsgesuch Saiers, der nach mehreren Operationen aus gesundheitlichen Gründen auf das Amt verzichtete, an. Am 3. Januar 2008 starb Oskar Saier nach schwerer Krebserkrankung im Alter von 75 Jahren. Saier wurde am 10. Januar 2008 in der Bischofsgruft im Freiburger Münster beigesetzt.

## Wirken
In der Deutschen Bischofskonferenz war Saier lange Zeit stellvertretender Vorsitzender sowie Präsident der Pastoralkommission. Während seiner Amtszeit wurde er durch seine Haltung gegen Abtreibung bekannt. 1982 kritisierte er zusammen mit den Bischöfen von Basel und Straßburg die „starke Inanspruchnahme“ der Landschaft durch Kernkraftwerke mit der gemeinsamen Erklärung „Das Verhalten des Christen im Konflikt um die Kernenergie“. Für Aufsehen sorgte 1993 ein Hirtenbrief zur „Pastoral mit Geschiedenen und wiederverheirateten Geschiedenen“. Darin trat Saier mit den beiden anderen Bischöfen der Oberrheinischen Kirchenprovinz, dem Mainzer Bischof Karl Lehmann und dem damaligen Rottenburg-Stuttgarter Bischof Walter Kasper, dafür ein, dass geschiedene, wieder verheiratete Katholiken sich nach ernster Gewissensprüfung ermächtigt fühlen könnten, trotz ihrer kirchenrechtlich ungeordneten Situation die Eucharistie zu empfangen.
1986 begründete er zusammen mit Kardinal Juan Landázuri Ricketts aus Lima die Partnerschaft des Erzbistums Freiburg mit der Kirche in Peru, die bis heute 150 Gemeinden und Verbände miteinander verbindet.
In seine Amtszeit fielen die Katholikentage in Freiburg 1978 und Karlsruhe 1992.
2023 befand die Kommission zur Aufarbeitung von sexuellem Missbrauch im Erzbistum Freiburg in einer Studie, dass die „Amtszeit von Saier […] durch die Versetzung von Tätern und Beschuldigten und einer verschleiernden und lückenhaften Aktenführung geprägt“ sei. Der Leiter der Arbeitsgemeinschaft Aktenanalyse, der Jurist Eugen Endress, sprach von einer „vollständigen Ignoranz“ dem Thema gegenüber, es liege das „Vollbild einer Vertuschung“ vor.

## Ehrungen und Auszeichnungen
- Ehrenbürger seiner Heimatgemeinde Buchenbach (1972)
- Ehrenbürger der Gemeinde St. Peter (1977)
- Ehrenbürger von Betlehem
- Orden El Sol del Perú, Peru (1990)
- Ehrenmitglied der Peruanischen Bischofskonferenz
- Großes Bundesverdienstkreuz des Verdienstordens der Bundesrepublik Deutschland (1992)
- Verdienstmedaille des Landes Baden-Württemberg (1997)
- Großes Bundesverdienstkreuz mit Stern des Verdienstordens der Bundesrepublik Deutschland (2002)
- Ehrendoktorwürde der Theologischen Fakultät der Albert-Ludwigs-Universität Freiburg (2002)
- Medalla de Oro de Santo Toribio de Mogrovejo (Peru, 2002)
- Ehrensenator der Albert-Ludwigs-Universität Freiburg (2003), von dieser Ehrung distanzierte sich der Senat der Universität Freiburg am 24. Mai 2023, veranlasst durch den im April 2023 veröffentlichten Bericht der „AG Aktenanalyse“ zur Aufarbeitung sexuellen Missbrauchs in der Erzdiözese Freiburg „aufgrund [des] gravierenden Fehlverhaltens“.[5]